# Vaccinium breedlovei
Vaccinium breedlovei là một loài thực vật có hoa trong họ Thạch nam. Loài này được L.O. Williams miêu tả khoa học đầu tiên năm 1965.